# Purgatorio - Canto ventisettesimo

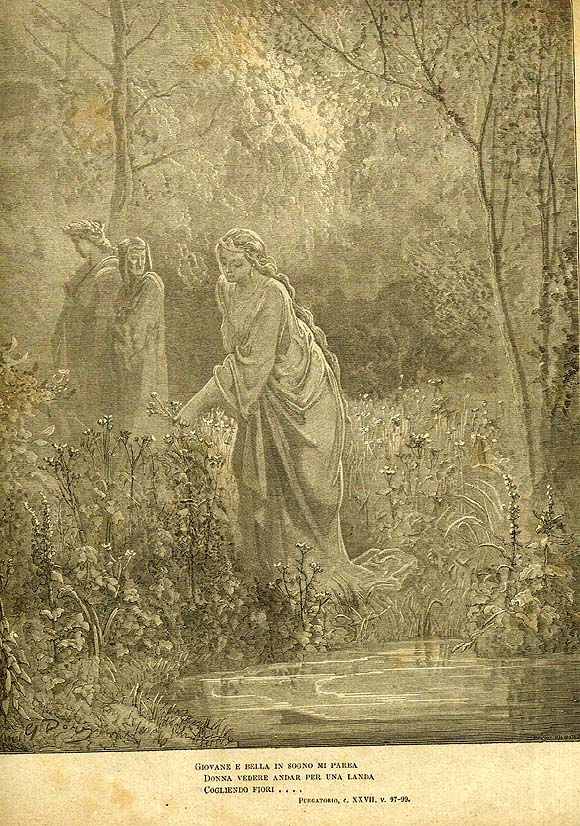
Lia, illustrazione di Gustave Doré

Il canto ventisettesimo del Purgatorio di Dante Alighieri si svolge sulla settima cornice, ove espiano le anime dei lussuriosi; siamo nella notte tra il 12 e il 13 aprile 1300, o secondo altri commentatori tra il 29 e il 30 marzo 1300.

## Incipit
(Anonimo commentatore dantesco del XIV secolo)

## Temi e contenuti
- L'angelo della castità - vv. 1-18
- Il muro di fuoco - vv. 19-63
- Tramonto e sogno di Dante - vv. 64-108
- Salita all'Eden e congedo di Virgilio - vv. 109-142

## Sintesi
Nel Purgatorio il sole sta tramontando, a Gerusalemme è mezzanotte e sulle rive del fiume Gange è mezzogiorno, quando l'angelo della castità appare lieto a Dante e Virgilio. Egli si trova sull'orlo del girone, fuori dalle fiamme, e a gran voce canta:
e aggiunge:
A queste parole Dante si spaventa: si protende con le mani strette guardando il fuoco e immaginando intensamente corpi umani già veduti bruciare vivi sulla terra. Virgilio lo rassicura che nel Purgatorio il fuoco può dare tormento ma non morte; egli lo invita così a porre un lembo della sua veste sopra al fuoco per verificare in prima persona la veridicità delle sue parole. Dante ancora titubante viene esortato nuovamente da Virgilio che gli ricorda che oltre la barriera cui si trovano davanti vi è Beatrice. Convinto da quelle parole, Dante, insieme a Virgilio e Stazio, entra nel fuoco. All'interno del fuoco li guida un angelo la cui voce arriva dalla fine della barriera.
Al giungere della notte, Dante, Virgilio e Stazio devono fermarsi e coricarsi ognuno su un gradino della rupe su cui si trovano, poiché la legge divina stabilisce che si possa viaggiare solo di giorno (nel Purgatorio c'è ancora il ciclo giorno-notte, a differenza dell'Inferno e del Paradiso). Durante la notte Dante sogna una giovane e bella donna che canta cogliendo i fiori: è Lia e sta raccogliendo addobbi floreali per creare una ghirlanda per poi ammirarsi nello specchio, proprio come fa sempre sua sorella Rachele tutto il giorno.
La mattina Dante, Virgilio e Stazio riprendono il cammino. Giunti in cima alla montagna Virgilio si congeda da Dante: egli lo accompagnerà fino a che non incontreranno Beatrice ma da ora il poeta non udirà uscire più alcuna parola dalla bocca del maestro.

## Analisi del canto

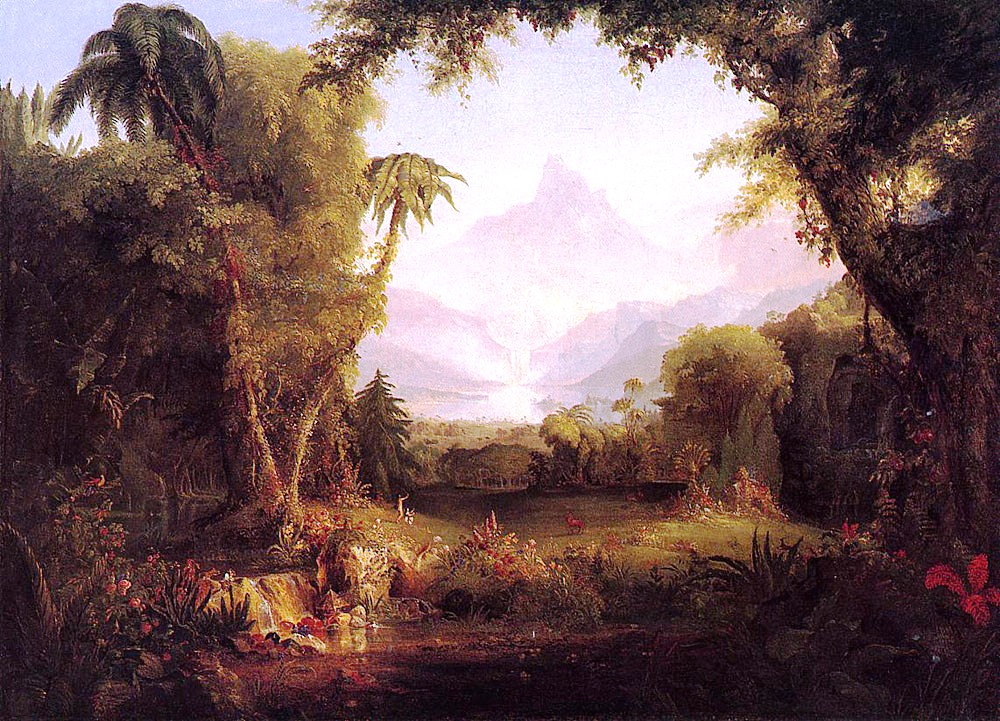
Il giardino dell'Eden in un dipinto di Thomas Cole

Il canto XXVII corrisponde allo spazio di una vigilia e deve la sua importanza al fatto di segnare il passaggio dal tempo delle pene, e quindi, del racconto, al momento dell'arrivo nel Paradiso terrestre. Indubbie le novità all'interno del suo svolgimento: sparite le anime dei penitenti, Dante resta il solo attore protagonista e, quindi, oggetto della narrazione è l'evento interiore che si svolge nel suo animo. Libero dal peccato, egli si avvicina al rito di purificazione che si compirà nel Paradiso terrestre, un luogo che si preannuncia ricco di un fascino particolare attraverso le immagini del sonno (vv. 94-108) e le parole di Virgilio (vv. 127-142).
Il canto, ricco di azione, costituisce una cerniera fra il tempo dell'espiazione e quello della profezia, in quanto Dante contempla la vicenda futura della Chiesa attraverso una serie di immagini simboliche. Esso trova la sua complessiva linea unitaria nel compiersi del tema della libertà, ma, insieme, svolge varie dimensioni della storia. A livello del cammino nello spazio, Dante raggiunge la cima del monte; a livello temporale, giunge al termine del terzo giorno del suo pellegrinaggio; a livello psicologico, sperimenta la tentazione e se ne purifica. Egli rappresenta, come sempre nel poema, ogni uomo, ma soprattutto se stesso e la paura che prova dinanzi al fuoco è del tutto umana.
Nel suo complesso il XXVII canto può ricordare, per il contrasto dei motivi che si svolgono felicemente, l'impostazione di una rappresentazione teatrale. Sul piano poetico, esso è certamente fra i più belli del poema, anche per la varietà dei toni presenti: epico-drammatico all'inizio; dolce e rassicurante nel sogno; persuasivo e calmo nel discorso di Lia; solenne nella conclusione. Dante ha veramente raggiunto la maturazione della sua arte.
Il contenuto del canto è ripartito in tre tempi, collegati ciascuno a un'ora particolare. La prima parte è legata al canto precedente per la presenza del muro di fuoco che Dante deve attraversare. Ad essa corrisponde l'ora del tramonto, un tempo di passaggio che allude alla trasformazione, che il personaggio sta per vivere. Fondamentale l'attraversamento del fuoco come viaggio di iniziazione, momento di prova vinto con il soccorso dell'aiutante. Esso ha soprattutto il valore simbolico di un'azione liturgica: dopo il rito iniziale del giunco, dopo quello della confessione alla porta del Purgatorio (vedi canto IX), ha luogo ora il battesimo nel fuoco, che si compirà con il battesimo nell'acqua del Paradiso terrestre. Per questo Dante ha bisogno di protezione e conforto e a questo valgono i ragionamenti di Virgilio, i suoi richiami a Beatrice, la posizione protetta che Dante occupa fra Virgilio e Stazio. Il sorriso di Virgilio (v. 44) non è una nota idillica, ma un'espressione di autoironia del poeta protagonista sulla propria debolezza. Egli così sottolinea che la libertà morale non è conseguenza immediata della purezza dello spirito, ma è una meta da conquistare. Ad essa conduce l'amore; questo significa l'immagine balenante di Beatrice, che, con la luce dei suoi occhi, consente il passaggio a una superiore dimensione.
Nell'eccezionale bellezza della contemplazione del cielo notturno, che corrisponde al presente e al tempo sospeso dell'attesa di una nuova vita, si compiono la veglia tacita e il successivo sogno. La scena non riflette un'idillica pace bucolica, ma la tensione solenne di certi episodi biblici in cui pastori solitari colgono la rivelazione di Dio. E a questo clima si collega il sogno profetico: in un paesaggio sereno Lia e la sorella Rachele, da lei ricordata, rappresentano la vita attiva e la vita contemplativa, che - come Dante ha detto nel Convivio - portano alla felicità terrena. Si tratta dunque di un'anticipazione della pienezza di esistenza che c'è nell'Eden. Nell'episodio ricompaiono temi dello Stilnovo: la bellezza della donna, l'amore, l'incanto dei fiori, il canto; ma questi motivi contribuiscono al recupero da parte di Dante dell'uomo adamitico, senza fargli perdere la sua terrestrità.
Già «per gli splendori antelucani» sorge e si diffonde l'alba: l'esilio del pellegrino dalla sua patria sta per finire. Dante non ha più bisogno di una guida e Virgilio, consapevole della meta raggiunta, si congeda. Attraverso il viaggio in Purgatorio Dante ha conquistato la libertà e non è un caso che al poeta latino siano affidati due messaggi significativi, su questo piano, all'inizio e al termine della cantica: nel I canto egli ha detto a Catone, riferendosi a Dante:
E ora conclude affermando:
Virgilio resta ancora accanto all'allievo ma senza pronunciare altre parole. Questo è il suo congedo, venato di malinconia, perché sul significato simbolico della sua figura domina il suo destino di perenne esilio.